# Ophiorrhizeae
Ophiorrhizeae es una tribu de plantas perteneciente a la familia Rubiaceae.

## Géneros
Según NCBI
- Hayataella - Lerchea - Neurocalyx - Ophiorrhiza - Pleiocarpidia - Spiradiclis - Xanthophytum[1]